# OTVイブニングワイド
『OTVイブニングワイド』（オーティーブイイブニングワイド）は、1984年10月1日から1992年8月31日まで沖縄テレビで平日夕方に放送されていた沖縄県向けのローカルワイドニュース番組。

## 概要
前身番組である『OTVニュース6:30』の放送時間を拡大し、フジテレビ発の全国ニュース『FNNスーパータイム』を内包する形で放送された。
オープニングは『FNNスーパータイム』と同じだったが、タイトルの部分のみ差し替えていた（背景は『FNNスーパータイム』と同じ）。また、オープニングも（全国ニュースの）提供クレジットの後、テーマ曲を打ち止めた上で那覇のスタジオからキャスターの挨拶を行い、その後に全国ニュースの主な項目を紹介していた（うち、最後の1本はローカルニュースの項目）。ローカルニュース枠の提供クレジット読みでは、最初に「OTVイブニングワイド」と必ず言っていた。初期においてはテーマ曲を除き、『FNNスーパータイム』で使われていたジングルは流れなかったが、番組後半のCM前には流れていた。オープニングやCM前のタイトル表示は「OTVイブニングワイド」だったが、番組終了時のタイトル表示は「FNN OTVイブニングワイド」で、FNNのフォントがOTVよりもやや小さめに表示されていた。
天気予報は番組終了直後の18:55から別番組として放送されていたため、番組内では週間天気予報だけを火曜日と金曜日限定で放送していた。週間天気予報を行うのは本番組では週に2回だけだったが、後継番組の『OTVスーパータイム』以降は連日行われるようになった。
番組は1992年8月31日放送分をもって終了し、その翌日からは本番組とほぼ同じスタイルの新番組『OTVスーパータイム』が放送された。
この番組が放送されていた当時、先島諸島には中継局が無かったため、同エリアではケーブルテレビの宮古テレビと石垣ケーブルテレビで時差ネットされていた（放送時間は翌日の日中）。

## 放送時間
- 月曜日 - 金曜日 18:00 - 18:55 （1984年10月1日 - 1992年8月31日）

## キャスター

### 男性
- 島袋秀光
- 前原信一
- 山川文樹

### 女性
- 寺田麗子
- 吉村光子
- 阿佐慶涼子

## 備考
1986年4月、OTVは春闘によるストライキなどでローカルニュースを放送できなかった時期があり、その場合には「都合によりローカルニュースは休ませていただきます」の但し書きを入れたうえで、本来のローカル枠である時間帯にも特別に『スーパータイム』の関東ローカルパートを放送していた（CMについては通常通りにローカルスポンサーに差し替えていた）。
その間、OTVは21:54に放送される『OTVニュース』も天気予報に差し替えていたほか、1986年4月19日にはフジテレビからのマイクロ受け回線をCM（番組間のスポットを除く）も含めてそのまま放送した。その日は土曜日で、『スーパータイム』のローカル枠ではテレビ西日本のものを流した。
それ以降、ストライキなどで本来のキャスターが出演できないときには、管理職である男性ベテランアナウンサーが1人でローカルニュースを担当するようになった。